# Elaphrus punctatus
Elaphrus punctatus  (лат.) — вид жужелиц из подсемейства тинников. Распространён в России, Монголии, Китае (в провинциях Ганьсу и Цинхай), на Корейском полуострове и в Японии (на островах Хоккайдо и Хонсю). Длина тела имаго — 5,8—7 мм.